# Plectris curta
Plectris curta är en skalbaggsart som beskrevs av Hermann Burmeister 1855. Plectris curta ingår i släktet Plectris och familjen Melolonthidae. Inga underarter finns listade i Catalogue of Life.